# 1,1-bis(chlormethyl)ethylen
1,1-bis(chlormethyl)ethylen je organická sloučenina se vzorcem CH2=C(CH2Cl)2; obsahuje dvě allylchloridové skupiny a působí tak jako alkylační činidlo.

## Výroba a reakce
1,1-bis(chlormethyl)ethylen se vyrábí několikakrokovým postupem z pentaerythritolu. Začíná se částečnou chlorací.
Tato látka reaguje s nonakarbonylem diželeza za vzniku komplexu trimethylenmethanu Fe(η4-C(CH2)3)(CO)3. Používá se také na přípravu [1.1.1]-propelanu.